# Alma Tapia
Alma Tapia Bolívar (San Lorenzo de El Escorial, 1906-México, 1993) fue una dibujante e ilustradora española.

## Biografía
Nació en la localidad madrileña de San Lorenzo de El Escorial en 1906, hija del poeta y periodista Luis de Tapia Romero y de Pilar Bolívar Pieltain, nieta del científico Ignacio Bolívar Urrutia. Recibió una formación pionera en la época, proveniente de los círculos institucionistas. Su hermano mayor era Luis y el menor, Daniel, dos años más joven que ella, se convertiría en escritor.
Alma fue educada en el Instituto-Escuela de Madrid y destacó por ser una buena deportista, aficionada al fútbol –por influencia de su padre, fue socia del Madrid Fútbol Club– y sobre todo al esquí, como miembro del Club Alpino Español. Aunque no recibió una formación artística específica, pronto sobresalió como una brillante ilustradora y dibujante. Ella misma lo explicó en una entrevista que publicó Emilio Fornet: “Desde muy niña, tengo esta vocación por el dibujo. No he tenido nunca profesores. En realidad, no dibujo yo mucho… Cuando hay algún concurso me presento, casi por tener un motivo que me incite al trabajo… […] No hago arte ‘raro’ por moda… El cubismo ya casi ha pasado del todo. Pero mi arte es moderno, puesto que yo soy joven…”. En efecto, su constancia como ilustradora en la prensa y su presencia en concursos y colectivas desde principios de los años 20 llevó a que la crítica reconociese un sello particular en sus dibujos y carteles, como señalaron plumas como la de Hesperia o Antoniorrobles.
Las primeras colaboraciones de Tapia –que entonces firmaba como Almita Tapia– ilustraron una decena de cuentos infantiles escritos por su padre en 1923, publicados en el semanario satírico Buen Humor. En estas viñetas se aprecia un incipiente dominio de la línea, todavía con detalles un tanto naífs. Pocos años más tarde, en la misma revista y con la firma de Alma, dibujó caricaturas dedicadas a los “Sombreros cloche”, las carabinas o la aristocracia. Gran interés tiene la contracubierta del citado semanario satírico del 24 de junio de 1928, en el que, reproducido a color, uno de sus dibujos muestra una conversación de tres elegantes mujeres, una señora y dos jóvenes ataviadas como flappers, mientras contemplan un partido de fútbol. A su vez, la artista madrileña colaboró puntualmente en otras publicaciones periódicas, como Gutiérrez, Estampa y Ondas –órgano oficial de Unión Radio, donde, entre otras colaboraciones, trabajó para el Almanaque Humorístico de 1928–. Ilustró igualmente cuentos infantiles de escritores como José Santugini (1930), Josefina Bolinaga (1933) y Elena Fortún (1934), y los primeros libros de su hermano Daniel, como San Juan (1935), editado por Biblioteca Nueva. Y es que este campo, el de la ilustración infantil y juvenil, sería uno de los más usados en esta época por las artistas para darse a conocer en la escena artística. Así lo hizo también la célebre dibujante Delhy Tejero, quien además de ilustrar para la publicación dirigida por K-Hito y titulada Macaco. El periódico de los niños, lo hizo para El perro, el ratón y el gato que conducía Antoniorrobles y una larga nómina de libros. Por su parte, Pitti Bartolozzi destacaría a través de sus ilustraciones para Crónica y de la creación de personajes como Aventuras de Canito y la gata Peladilla, El pájaro don chifle, La bruja Pirulí y Dos Tanquitos.
Los dibujos de Tapia fueron expuestos desde finales de los años 20 en eventos organizados por la Unión de Dibujantes Españoles (UDE), activa sociedad constituida en 1920 con el objetivo de divulgar la labor de su colectivo artístico tanto dentro como fuera de España en todo tipo de concursos y muestras. Así, Tapia fue una de las participantes en la exposición que la UDE llevó hasta Nueva York en mayo de 1927. Ese mismo año, apareció en el X Salón de Humoristas, dependiente también de la UDE, que se celebró en el Círculo de Bellas Artes (CBA) de Madrid. La XII edición del mencionado Salón, inaugurado en 1929 en el MAM, contó también con su presencia. Poco después y de nuevo en el CBA, Tapia participó en una muestra colectiva en la que presentó su obra Segovia, “original y bella estampa, de una luminosidad amplia, de una gran riqueza cromática, y en donde se advierte un temperamento de cartelista muy moderno y muy fino y sensible”. Asimismo, en 1930 se presentó a dos concursos de carteles de compañías de comedias en los que resultó premiada; el primero, organizado por la de Díaz-Artigas, el segundo, por la de Carmen M. Ortega en el CBA. Entre otros certámenes en los que la artista compitió se encuentran el de portadas de la Editorial Cénit, en el que recibió el tercer premio, y el de carteles anunciadores del Baile de Máscaras del CBA de 1932, en el que su cartel Kiri obtuvo el reconocimiento del jurado. En 1935 Tapia también participó en el I Concurso de Cartel de Toros de la Asociación de la Prensa, en el CBA.
Fue el teatro un ámbito que la atrajo, tanto en lo concerniente al mencionado diseño de carteles como, ocasionalmente, en la escenografía –un ámbito en el que por estas fechas también trabajarían artistas como Victorina Durán o Maruja Mallo–. Así, su primera colaboración en un espectáculo llegó de la mano de sus íntimos amigos José María y Soledad Sancha al diseñar los decorados de la obra ¡Mecachis, qué guapo soy!, de Carlos Arniches, representada en la residencia de los señores de Viada. Su interés por el teatro se incrementó a raíz del viaje a la URSS que Alma llevó a cabo entre octubre y noviembre de 1933, en compañía de su hermano Daniel, su amigo el editor José Ruiz-Castillo –antiguo compañero del Instituto-Escuela–, su amiga y estudiante de arquitectura Matilde Ucelay, Antoniorrobles y su mujer Ángeles González Palencia. Pasaron por París, Berlín, Leningrado y Moscú, una aventura que recogió el libro Ha llovido un dedito, de Daniel Tapia Bolívar, publicado por Espasa-Calpe en 1935, así como en las memorias de Ruiz-Castillo. A juzgar por algunas declaraciones a la prensa, a su regreso, la artista valoró especialmente el teatro soviético y quiso, como consecuencia del viaje, “trabajar para decoraciones y figurines de teatro. Ha hecho algunos para aficionados”.

### Arte, género y política: del Lyceum Club Femenino a los Artistas de Acción
La conciencia política de Tapia y su sensibilidad en la lucha por los derechos de la mujer es patente en distintas ocasiones. Su familia destacó por sus fuertes convicciones republicanas; no en vano, su padre, Luis de Tapia, fue elegido diputado independiente por Madrid el 28 de julio de 1931 y su labor se vería recompensada con la concesión de la medalla de Madrid de manos de su alcalde, Pedro Rico, el 21 de marzo de 1936. Fue además uno de los fundadores de la Asociación de Amigos de la Unión Soviética el 11 de febrero de 1933. La actividad política independiente de Alma Tapia se manifestó contundentemente al ser una de las firmantes del Llamamiento por las Afiliadas del Partido Radical Socialista en septiembre de 1930, del que merece la pena reproducir un fragmento: 

Nosotras, […] sintiendo ansia hondísima de justicia social, vemos que sólo bajo un régimen democrático y de libertad podrán ser resueltos los grandes problemas actuales […] por eso, al afiliarnos y aceptar el gran ideario del partido republicano radical socialista, que proclama una completa renovación del Estado, derechos integrales de ciudadanía e igualdad jurídica y política de ambos sexos, hemos constituido una Sección Femenina dentro del mismo […]. ¡Ciudadana! No permitas más tiempo la falta de escuelas, la mala organización de la enseñanza superior, la deficiencia de las instituciones benéficas y sanitarias, el derrumbamiento económico de la nación, el estado de inferioridad en que te encuentras en las leyes, la pena de muerte, la supervivencia de la trata de blancas, la falta de reglamentación en el trabajo de la mujer, la desatención a la iniciativa personal y tantas otras cosas que sumen en la esclavitud al pueblo español.

En 1933, terminando el primer bienio de la Segunda República, la periodista Blanca Silveira-Armesto describía así a la joven artista de apenas veintisiete años que encarnaba bien aquel significativo cambio: una “muchachita de figura gentil y risa pronta en la boca levemente acarminada […] [cuya] personalidad de artista va definiéndose en trazos seguros”.
De acuerdo con los avances en materia de igualdad que comenzaba a impulsar la Segunda República, la sociedad española fue testigo paulatinamente de la apertura y consolidación de espacios consagrados a la labor de las mujeres, incluyendo los del campo artístico. Uno de los hitos madrileños que mejor evidenció el terreno ganado y que dio visibilidad a las nuevas tendencias fue el uso del Lyceum Club Femenino (LCF) como espacio de exposición. Fundado en 1926, sus salas albergaron muestras de todo tipo de disciplinas y técnicas artísticas realizadas principalmente por mujeres, donde expusieron desde los tejidos de las hermanas Quiroga a los lienzos de Ángeles Santos, los batiks y encuadernaciones de Matilde Calvo Rodero y Victorina Durán o las ilustraciones y aguadas de Juana Francisca Rubio. Además de exposiciones individuales o de dos artistas, cabe destacar una muestra colectiva patrocinada por la UDE: el Primer Salón de Dibujantas, celebrado en marzo de 1931. Alma Tapia, miembro de la directiva de la UDE y «la que tuvo la feliz ocurrencia de disponer esta Exposición», fue una de las participantes del concurso, dirigido por el caricaturista Joaquín Xaudaró, al que también acudieron Edith de Aguiar, Pitti Bartolozzi, Carmen de Béjar, Adela y Josefa Cañada, Rafaela Castillo, Matilde Go, Rosario de Lombera, Olimpia López, Paula Millán Alosete, María Moreu, Virginia Palacios, Vicenta Pérez, María Luisa Rodríguez, Soledad Sancha, Viera Sparza, Trinidad de la Torre, Rosario de Velasco, Pura Verdú, Pilar Villalba y Carmen Yaina.
La iniciativa fue muy aplaudida por los críticos. En la época se valoraba «cómo retoña en las españolas la briosidad para conseguir el éxito por medio del arte. […] Allí ha podido verse que la mujer española, atenta siempre a las vibraciones espirituales, ha alcanzado una supremacía en el mundo artístico, demostrando una sólida preparación y un completo dominio de la técnica del dibujo, ejecutantes fieles de la línea y de la tonalidad del sombreado, acicate poderoso que propende a conseguir un puesto en la corriente moderna de los dominadores del triunfo».
La artista madrileña presentó cuatro obras, de las que conocemos los títulos de tres: Obreros y El baile ruso (fig. 6), que fueron reproducidas en la prensa, y Becerrada nocturna. No obstante, las condiciones de las reproducciones no permiten apreciar demasiados detalles, más allá de un estilo sintético, vinculado con los recursos del cartel, que por sus temáticas apuntan a la conciencia social de la artista y a su interés por la cultura rusa, por otro lado, tan presente en los espectáculos internacionales célebres en Europa para aquellos años. Conocida por los periodistas compañeros de su padre, Alma fue una de las participantes más citadas en las crónicas consagradas al notorio acontecimiento, e incluso le dedicaron caricaturas como la que publicó en La Voz el dibujante Francisco Sancha, en la que retrató a su hija Soledad y a la propia Alma (fig. 7).
El diario La Nación destacó su trabajo y calificó a la artista de «dominadora de las tintas violentas, muy luminosas y muy de ‘cartel’. De los cuatro dibujos que presenta, el titulado Becerrada nocturna es un acierto de observación y de técnica». No obstante, merece la pena glosar las líneas que a Tapia dedicó la crítica de arte Margarita Nelken, cuya producción calificó de «arte lozano»:

La actual Exposición de dibujos de mujeres, o sea de dibujos firmados por mujeres, […] tiene, sobre todos los demás, un mérito para nosotros esencial: el de mostrar una faceta realmente femenina de la actividad de la mujer moderna. No lo podemos remediar: somos, se conoce, demasiado anticuados para comprender muchas de las actividades a que pretenden dedicarse las muchachas de hoy. Y decimos pretenden, no porque nadie les impida realizar sus propósitos, sino porque ellas mismas renuncian a ellos, o simplemente se olvidan de ellos, en cuanto tienen cercana esa perspectiva, que antes les parecía deleznable, de cuidar de un hogar y de que un marido cuide de ellas. No es fácil compaginar, verbigracia, las tareas de ingenio con las de “madre lactante”, como se dice ahora; ni siquiera es fácil compaginarlas, siempre con el exterior de señorita.
Pero, de todas las artes plásticas, el dibujo, el dibujo en sus aplicaciones modernas de ilustración y de decoración, concuerda como ninguna con las exigencias que ya no nos atrevemos a llamar domésticas, para no incurrir de nuevo en el desprecio de las “avanzadas”.
[…] Presiden indiscutiblemente esta Exposición de dibujantas las obras de Alma Tapia. Son encantadoras de espontaneidad, lozanía, y demuestran ya un oficio serio y certero. Pero yo, la
verdad, lo que prefiero de su autora es… ella misma. Su juventud decidida, que, para probar sus capacidades intelectuales, no ha renunciado a ninguno de los dones de su feminidad.

Además de su mencionada presencia en este grupo de mujeres que reclamaban un espacio en el arte, cabe reseñar la participación de Tapia en el interesante y poco conocido grupo Artistas de Acción (AA), colectivo formado por diecinueve jóvenes pintores, escultores e ilustradores que expusieron en marzo de 1932 en el Salón del periódico Heraldo de Madrid, sito en la calle Marqués de Cubas, número 5. Tapia, Marisa Pinazo y Rosario de Velasco fueron las únicas tres mujeres en una nómina en la que también figuraban los pintores Aureliano Arronte, Juan Borrás, Cristóbal González, Juan José Cobo Barquera, José Luis Florit, Hipólito Hidalgo de Caviedes, Enrique Gil Guerra, Horacio Ferrer y Waldo Insúa, y los escultores Agustín Ballester Besalduch, Compostela, Monreal, Serny, Joaquín Vaquero y Juan Luis Vassallo.
Fueron varias las críticas que echaron en cara a los AA el fracaso de la vanguardia española, como la siguiente: «La intención pictórica de nuestros snobistas de última hornada no han tenido maestros en las academias ni en los museos; son verdaderos independientes de todo sabor, de toda ciencia, de toda teoría. No mantienen más que una técnica, no revolucionaria, sino ñoña, autópica [sic], ilógica, propia de la fugacidad cerebral». Con todo, aún salvaba algunos nombres, entre los que se entregó «un afectuoso sobresaliente» a Tapia.
Por su parte, Ángel Vegue, desde La Voz, trazó un paralelismo entre el grupo catalán de Els Evolucionistes y el madrileño AA, destacando fundamentalmente una rebeldía entendida como libertad y afirmación de voluntad, por encima de cualquier presupuesto teórico. Asimismo, el crítico José María Marañón alabó al colectivo, «creadores en ejercicio, dinámicos, con la atención, la voluntad y el esfuerzo tendidos hacia un más allá que a todos, ciertamente, se les puede anunciar plenamente conseguido”, y tildó de “gracioso” el dibujo de Tapia, titulado Fiesta. José Francés, que destacó “las notas de color vibrante de intención satírica de Alma Tapia», además, fue más allá en la defensa del colectivo, que había despertado el recelo del sector más conservador del público y la crítica: “la Exposición del Heraldo no justifica tantos temores”, aseguraba el crítico:

Estos excelentes artistas, reunidos ahora bajo un apelativo alarmante y que nos son ventajosamente conocidos de anteriores exhibiciones individuales, no son peligrosos como teorizantes ni como actuantes. […] El tono general de la Exposición es la ecuanimidad, la tolerancia. Pero no se crea por ello que vamos a encontrarnos con las reiteraciones sistemáticas de un academicismo fiambre, ni tampoco con las incluseras pasticherías de una extravagancia metodizada. No. Todas y cada una de estas obras expuestas en el “Salón del Heraldo”, si bien para un jaleador de snobismos trasnochados pueden parecer que son todavía demasiado clasicistas, para el contumaz defensor de las tendencias marchitas y los refritos estéticos del XIX tienen suficiente “mérito de época presente” para escandalizar
(Francés, 1932, p. 11)

Tanto la muestra del LCF como los AA eran ejemplos de las nuevas corrientes que penetraban en el mundo del arte madrileño con un incremento especial a raíz de la proclamación de la Segunda República. Los responsables de las políticas culturales impulsaron la dinamización y modernización del panorama español y el intercambio internacional. Así, iniciativas tan importantes como la que había llevado a cabo la Sociedad de Artistas Ibéricos (SAI) en 1925 lograron un segundo esplendor en el primer lustro de los años treinta. En esta línea, la Dirección General de Bellas Artes (DGBA), con Ricardo de Orueta al frente, organizó un concurso de carteles para la Exposición del Libro Español en Buenos Aires, celebrado en mayo de 1933, al que se presentó Tapia. El jurado de dicho concurso, conformado por el propio Orueta –presidente del mismo–, el director del Museo de Arte Moderno (MAM), Juan de la Encina, M. Benet, D. Pérez, Vegue y M. Martínez de la Riva –secretario–, dejó desierto el primer premio y otorgó el segundo a un cartel de Tono y Beberide. No obstante, recomendaron a la comisión organizadora la compra del cartel diseñado por Tapia, al igual que los de Lozano, López Naguil, Cataluña y Espert. Asimismo, Tapia participó en la III Feria del Libro (FL) de Madrid, celebrada entre el 6 y el 23 de mayo de 1935. Desde la primera edición en abril de 1933 como resultado de las mencionadas políticas culturales republicanas, la FL auspició una serie de actividades culturales paralelas. En este sentido, la tercera edición, patrocinada por la Cámara Oficial del Libro y organizada por la Agrupación de Editores Españoles, dedicó los cuatro últimos stands a la I Feria del Dibujo, impulsada por la SAI. Alma expuso compartiendo espacio con dibujos de Arteche, Cabezón, Picó, Ribas, José María y Soledad Sancha y Serny. Entre los artistas que mostraron sus dibujos en el resto de stands también destacaron Aggerholm, Barradas, Borges, Caballero, Climent, Flores, Pérez Rubio, Rodríguez Luna, Sáenz de Tejada, Santa Cruz, Vázquez Díaz, De Velasco y Vicente, entre otros. Manuel Abril calificó las obras de Tapia –a la que llamó Halma–, como «ingeniosas y simpáticas», destacó la diversidad de las propuestas mostradas y alabó la iniciativa de la SAI y su convergencia con la FL:

la vecindad los audaces se encuentran estos otros que se limitan, con toda honradez, a decir el encanto de unas flores, de una calle, de una lejana arboleda, de un rostro o de un torso humano. Lo más simple y más sencillo escrito con sencillez y con sobriedad de medios. Pero ¡cuán variadamente…! El uno la línea escueta, seguida, pulcra, desnuda; el otro, por el contrario, planeado vibrador, que pinta al dibujar atendiendo a la atmósfera tanto como a las personas; el otro, difuminado, con lápiz o carbón, ¡cuán emocionadamente! Hablando cada cual a su manera y todos diciendo algo de interés, sutil o fuerte. La Feria del Dibujo, instalada y organizada por la Sociedad de Artistas Ibéricos, se enorgullece por haber sabido quedar en su actuación a la altura de la Feria del Libro y haber sabido corresponder a la confianza que desde el primer momento encontraron en la Agrupación de Editores Españoles cuando les fue confiada esta misión de que ahora estamos hablando.
(Abril, 1935, pp. 92, 94)

El mismo 18 de julio de 1936 Estampa publicaba unas entrevistas a distintas artistas que habían participado en la última Exposición Nacional de Bellas Artes. Siguiendo una línea todavía habitual en buena parte de las páginas dedicadas a valorar el trabajo profesional de las mujeres, el artículo reparaba en la decoración y el nivel de limpieza y pulcritud de la casa de las artistas. Sin embargo, las primeras líneas dedicadas a Tapia (fig. 8) parecían invitar a una nueva situación que se avecinaba: “Alma Tapia también cree que al paso que vamos habrá más pintoras que pintores dentro de poco. Estamos perdidos. A no tardar mucho, los hombres seremos en cualquier actividad esa extraña minoría que eran antes las mujeres”. Nadie sabía aún que ese día era el inicio de una regresión mucho mayor para las mujeres españolas, que tardarían cuarenta años en volver al punto de partida.

### Ilustrar para vivir en tierras extranjeras. Alma Tapia y su exilio en México
La vida de la familia Tapia Bolívar cambió radicalmente con la sublevación. En los momentos siguientes al levantamiento, Daniel Tapia se trasladó a la zona de Peguerinos, donde se trataba de frenar el avance de los rebeldes, junto con colegas como Alberto Sánchez y Sancha. El trabajo de Alma en la UDE también cambió considerablemente con la transformación de la asociación en el Sindicato de Profesionales de las Bellas Artes de la UGT desde septiembre de 1936. Fue ese otoño cuando la artista se trasladó a Valencia, donde continuó colaborando en misiones de propaganda y donde diseñó carteles como el titulado Alistaos en las milicias aragonesas (fig. 9) –firmado como Alma–, que publicó la imprenta valenciana S. Durá socializada UGT-CNT. En él, la rotunda anatomía de un miliciano en un momento de descanso logra el equilibrio entre la potencia del realismo socialista y la herencia de la refinada ilustración.
Las consecuencias de la guerra afectaron especialmente a su padre, Luis de Tapia, quien hubo de ser ingresado en un hospital psiquiátrico ubicado en la localidad valenciana de Cuart de Poblet, donde fallecería el 11 de abril de 1937. Unos meses después, Alma se trasladó junto a su madre a Barcelona. Allí, gracias a la mediación de su abuelo, Ignacio Bolívar, y la ayuda de su amigo José Cuatrecasas, ambas pudieron vivir con «holgura y comodidad». En la primavera de 1938, Tapia ilustró con un trazo lineal varias viñetas de la revista Música, editada desde Barcelona por el Consejo Central de la Música de la DGBA y dirigida por Rodolfo Halffter. Tras pasar aquel año en Barcelona, Alma y su madre emprendieron el camino del exilio en compañía de su amiga Pilar Villalba Ruiz, quien se convertiría en su cuñada, al contraer matrimonio con su hermano Daniel. Así, en febrero de 1939 las tres mujeres cruzaron a Francia y se instalaron en Perpiñán. Ignacio Bolívar le transmitía por carta a la esposa de Cuatrecasas, Martha Maria Nowack, las últimas noticias sobre amigos comunes y su familia, informando de que ya tenía «en casa a Pilar y Almita más su amiga Pilar Villalba». En abril de ese mismo año se hospedaron un tiempo en Toulouse, pues allí vivía una tía abuela de la familia, Ana Bolívar y Urrutia, para finalmente tomar un barco a Nueva York, llamado Westerland. Operado por la Holland-America Line, realizaba una ruta entre Amberes y Nueva York vía Southampton, recalando en la ciudad estadounidense el 8 de julio de 1939. En él viajaban 74 pasajeros, entre los cuales se encontraba el grueso de la familia Tapia Bolívar: Ignacio Bolívar, Fermina Bolívar, Ana Bolívar –la tía abuela con la que se habían hospedado en Toulouse–, José Bolívar, Ana María Bolívar, Amalia Bolívar, Cándido Bolívar, Pilar Bolívar, Alma Tapia Bolívar, Amalia Bolívar –hija–, María Luisa Bolívar y Pilar Villalba. El último tramo lo recorrieron en autobús desde Nueva York a México adonde entraron por Nuevo Laredo (Tamaulipas) el 21 de julio de 1939 como «inmigrante por un año con características de asilado político». El grupo alcanzó la capital mexicana el 10 de agosto. Allí fueron reclamados por Daniel Tapia Bolívar, quien se había trasladado con anterioridad para buscar una vivienda digna. La familia se instaló en el edificio conocido como la Casa de las Brujas en la Colonia Roma –Plaza Río de Janeiro 56–. De las condiciones en las que residieron en esta casa dio parte Ignacio Bolívar en una de sus misivas a José Cuatrecasas, con quien mantuvo una intensa correspondencia. En ella explicaba por qué no había tenido noticias de él y de su familia, pues «ni Cándido por las muchas ocupaciones que le ha ocasionado el buscar esta casa y adquirir los muebles y utensilios más precisos» ni él habían tenido ocasión de hacerlo. Igualmente, le transmitía que «de salud todos estamos bien, en la inmensa casa en que vivimos hemos encontrado alojamiento en departamentos separados la familia de Cándido, la de Pilar con el nuevo matrimonio de Daniel y Pilar Villalba y nosotros».
Durante aquellos primeros años del exilio, la familia Tapia se relacionó dentro del contexto de los refugiados españoles, teniendo amistad con Juan José Domenchina y Benjamín Jarnés, además de Rafael Giménez Siles y otros exiliados como J. Puche o J. L. de la Loma, con los que entablaron especial relación a través de la fundación del Ateneo Español de México en 1948. Ahora bien, la precariedad de la vida en el exilio y las necesidades que este originaba imponían la búsqueda imperiosa de trabajo. Por eso no es extraño que desde prácticamente el primer momento Alma y su familia quisieran ejercer alguna profesión para la que hubieran sido capacitados y obtener así algún ingreso con el que sobrevivir. Así las cosas, tampoco sorprende que la artista indicara ya en su tarjeta de migración de 1940 su profesión de dibujante. Recién llegada, Tapia comenzó a realizar viñetas e ilustraciones para algunas editoriales y libros de textos, una labor que se prolongó a lo largo de la década de los años cuarenta, con orientaciones que bascularon desde la línea de divulgación científica hasta la literatura española e internacional. Se trata de una actividad importante dado el papel que la fundación de editoriales tuvo en el panorama del exilio republicano, una labor que además de enriquecer el tejido cultural de los distintos destinos, dio trabajo a un gran conjunto de escritores, traductores, editores, libreros y artistas. De hecho, para estos últimos, se trató de una faceta especialmente ventajosa, pues, «ya fuera a través del grabado, el dibujo, la caricatura, la viñeta, la lámina, el diseño o cualquier otra fórmula, casi ningún artista español del exilio escapó a la ilustración de revistas y libros».
En 1942 Alma Tapia diseñó las ilustraciones para el folleto Luis Pasteur (fig. 10), escrito por Gastón d’Alby y publicado por la Editora Continental de México en la Serie Científicos de la Colección Biográfica Popular Vidas Ilustres, una rama a la que sin duda se aproximó a través de su abuelo. Éstas incluían el retrato de Pasteur que iluminaba la cubierta del libro, más cuatro escenas de la vida del pionero de la microbiología, acompañadas de una leyenda. También en 1942, llevó a cabo dibujos para dos obras con textos de Jarnés. La primera fue Orlando el Pacífico (Cuento de hadas), una breve novela juvenil romántica editada por Talleres Gráficos de la Nación, inspirado en el mundo de la entomología; la segunda, la obra teatral Entre cuatro paredes publicada por la editorial Pen. Fue escrita por Paulita Brook, para quien Jarnés redactó como prólogo una «Carta a la autora». Paulita Brook es el nombre de una protagonista jarnesiana y el seudónimo de la dramaturga y escritora mexicana Lucila Baillet Pallán-León. Dada su relación con Jarnés, se integró estrechamente en el círculo de los refugiados españoles en México interviniendo en muchas de sus instituciones y organismos. Brook y Tapia colaborarían de nuevo en otro libro, Cartas a Platero, cuyo prólogo está constituido por la «página inédita de la edición completa de Platero y yo de J. R. J.». Publicado por Proa en 1946, en él tanto Juan Ramón Jiménez en su prólogo como Paulita Brook escogen a Platero como acompañante, como confesor. Sin duda alguna, como apunta Ródenas, la obra de Brook está dotada de notas autobiográficas que por su contextualización y temas podrían ser extensibles al género femenino como conjunto. Para iluminar este libro, Tapia elaboró, en un estilo infantil y acorde con el texto, unas divertidas letras capitales y la portada. La labor de Alma en el campo de la ilustración se volcó también en tres de las obras de Mérimée editadas en 1943 por Leyenda: Carmen, Mateo Falcone y Las almas del purgatorio. Se trataba de traducciones realizadas por Enrique Díez Canedo, en las que también se encuentra alguna otra viñeta de Ruano Llopis. No en vano, la Editorial Leyenda había sido fundada por José Bolea, inquieto editor responsable de las posteriores Editorial Atlántida y Editorial Centauro, quien en 1981 relataba sus objetivos a la hora de trabajar con otros exiliados en este destacado proyecto editorial:

Busco traductores y busco artistas entre los exiliados españoles. […] Por discrepancia con mis socios emprendo una nueva empresa editorial. Allí publiqué los ensayos de Juan Renau sobre Dibujo técnico y de José Renau sobre la Enciclopedia de la imagen. También publiqué diversas novelas como Lanura de Manuel Andújar y Abz-il-Agrib [sic] de Juan José Domenchina
(García, 2014, pp. 191-192)

En efecto, dentro de Leyenda se creó la Colección Eros, dedicada a las “Obras maestras de la literatura amorosa”, en la que intervinieron otros ilustradores refugiados como Manuela Ballester, Gaya, Climent, Gascón, Juana Francisca o Moreno Villa. Algo similar surgió dentro de la mencionada editorial Centauro, la empresa para la que la artista trabajó con más frecuencia. Sus contribuciones fueron extensas en una serie centrada en traducir al español textos clásicos de “Amor y Poesía en Oriente”, como indicaba el título de la colección. Para ellos Tapia creó ilustraciones de índole oriental mediante finas líneas negras, acompañadas siempre por cenefas monocromas que otorgaban color a las páginas. Esta serie estuvo normalmente traducida por Ernestina Champourcín y acompañada de prefacios de Domenchina. Uno de los primeros trabajos que la artista realizó fue La flauta de jade –probablemente en 1944 o 1945– seguida de Cantos de los oasis del Hoggar, Las gacelas de Hafiz, La Ronda de las Estaciones de Ritusamhara o El destierro de Rama de Valmiki, fechadas en 1944. La colaboración con Centauro parece terminarse en 1945, pues a partir de ese año no se han encontrado más obras ilustradas por Tapia. La última publicación de esta serie sería El diván de Abz-Ul-Agrib, escrita por AbzUl-Agrib (fig. 11) y editada en una versión mixta (francés, inglés, alemán, italiano y latín) por Ghislainte de Thédenant.
Al margen de estas colaboraciones en el ámbito de la literatura oriental, Tapia sobresalió por su faceta como ilustradora infantil –de la que participaron también otros exiliados– espacio en el que ya se ha mencionado su trabajo en el texto de Brook. Así, su nombre se vincula a la colección El libro de oro de los niños, que llevaba por subtítulo Un mundo maravilloso para la infancia, constituida por seis volúmenes, editada por primera vez en 1943 en México por la Unión Tipográfica Editorial Hispano Americana y «reeditada en 1946, aunque debieron existir varias reimpresiones, pues el colofón de la edición consultada tiene las fechas de 1954, 1957 y 1961». El conjunto de sus colaboradores, tanto artísticos como literarios, fue sin duda heterogéneo. Por un lado, la dirección literaria estuvo a cargo de Jarnés, nombre bajo el que rezaba la siguiente filiación: «Expresidente de la sección de literatura del Ateneo de Madrid y miembro de la Hispanic Society of New York». En su redacción participaron: E. Gómez, A. M. Aguayo, Brook, R. Esténger, R. F. Giusti, A. Henestrosa, H. Martínez Amores, etc. Por otro, la dirección artística la ostentó Luis Doporto –“Exdirector de la Escuela Normal Central de Madrid”– y, además de Tapia, sus contribuyentes frecuentes fueron A. Bastos, C. Bisi, W. Disney, Golía, H. Gómez, Gustavino, R. Marques de Souza, F. Mateldi, A. M. Nardi, A. Nieto, N. Pagot, Pinochi, A. D. Torre, M. Zampini y otros. Finalmente, para completar la nómina de participantes ilustres, los prólogos estaban realizados por Juana de Ibarbourou y Gabriela Mistral. Esta colección infantil abarcaba una extensa variedad de cuestiones referidas a la ciencia, la cultura y la sociedad. Tapia ilustró varias de las secciones que componían cada uno de los volúmenes, escogiendo en cada ocasión el estilo dibujístico que mejor se adaptara. No obstante, normalmente se decantó por una estética sencilla y alegre de tintas planas en varios colores que recuerda a las estampaciones infantiles, aunque también experimentó con imágenes de índole descriptiva.
Pero la artista trabajó igualmente con otro tipo de ilustraciones menos frecuentes en su producción. En el volumen V de la colección aparecen una serie de ilustraciones realizadas a la acuarela que representan la sociedad rural mexicana. A veces carentes de firma y como acompañamiento a los textos sobre la marimba de B. L. Trejo, estos dibujos guardan similitud con los que se muestran en el epígrafe titulado “El pastorcito” del volumen VI y que aparecen bajo la autoría de Alma. Las acuarelas fechadas en 1943 muestran, en un entorno de vegetación autóctona, a un pastor con atuendo mexicano calzando huaraches (fig. 12). Su indumentaria coincide con la que Ballester atribuyó a la zona de Toluca en 1945, si bien el traje femenino que Tapia representa no coincide con el de Ballester, pues se deja influir por la tradición bucólica occidental.
La actividad de Tapia en el mundo editorial parece paralizarse en 1946. Fue a raíz de su matrimonio con Eusebio Rodrigo del Busto, otro exiliado republicano estrechamente ligado a Indalecio Prieto, que había desempeñado importantes funciones –incluso como secretario de la JARE– y que posteriormente estuvo al frente de una potente industria del metal en México. Desde entonces, la artista abandonó su actividad artística y tan sólo se dedicó a las decoraciones de sus propios muebles y de su hogar. Así, incorporó adornos pintados al mobiliario de su comedor, escritorios y biombos. En esta etapa, difícil de documentar por la naturaleza de las obras, Tapia también realizó algunas ornamentaciones para un restaurante de la ciudad, y murales decorativos, a saber, un jardín con balaustrada en el recibidor de un departamento o unos globos en el dormitorio de su sobrina Pilar Tapia Villalba hacia 1958. Por aquellas fechas, Tapia recibió la visita de su amiga Matilde Ucelay, primera arquitecta española. La distancia impuesta por el exilio dificultaba en la mayoría de los casos mantener las amistades con quienes se habían quedado en la España franquista. Por ello, el encuentro de las antiguas amigas, entre las que también se encontraba Pilar Villalba, resultaba una excepción entre las relaciones de los exiliados en los años 40 y 50.
El apartamiento de Tapia de la vida profesional fue algo habitual entre muchas mujeres españolas en el exilio. En aquellos tiempos en los que la actividad femenina de las mujeres casadas debía centrarse en la familia y el hogar, según los convencionalismos sociales, artistas como ella, Juana Francisca –casada con José Bardasano– o Elisa Piqueras –con Joan Renau– abandonaron el carácter profesional de la pintura para dedicarse al espacio doméstico y, en el mejor de los casos, al disfrute personal del arte. Con todo, Tapia, mujer moderna e independiente, constituyó uno de los casos más representativos del aprovechamiento de las posibilidades que ofrecieron la modernidad española y la Segunda República. La artista recibió una puntera instrucción femenina en los círculos institucionistas, practicó deporte, ejerció una profesión artística y participó en el espacio público de manera comprometida y activa. Su destacado inicio en la carrera artística se vio truncado con las trágicas consecuencias de la guerra y su forzoso exilio, que paralizó las ambiciones y la actividad de una de tantas artistas que se forjaron en la España de los años 1930.
Alma Tapia falleció el 23 de octubre de 1993, a los ochenta y seis años de edad, y sus cenizas fueron depositadas en el Panteón Español de Ciudad de México. Acababa entonces una trayectoria que, a pesar de las duras circunstancias, había logrado hacerse un hueco en el ámbito artístico español, primero, y en el de la ilustración mexicana después. Fue gracias a las tupidas redes familiares, personales y profesionales establecidas en el exilio como Tapia se convirtió en una de las mujeres más inquietas que a través de su trabajo colaboraron, en la medida de sus posibilidades, a difundir el vasto y valioso legado cultural de la España del primer tercio del siglo XX.

## Citas al pie
1. ↑  Ruiz-Castillo, 1979, p. 19.
2. ↑  «Deportes». La Voz (Madrid): 7. 24-III-1932. ISSN 2171-2506.
3. ↑  «La pareja Cruz-Arche ganó la carrera del Alpino». Heraldo de Madrid (Madrid): 8. 4-IV-1933. ISSN 2171-0090.
4. ↑  «Campeonato en el Club Alpino». La Nación (Madrid): 11. 28-II-1934. ISSN 1132-046X.
5. 1 2  Fornet, 1934, p. 17.
6. ↑  Hesperia, 1934, p. 3.
7. ↑  Antoniorrobles, 1934, p. 18.
8. ↑  Tapia, 1923: 11-12; 1923:14
9. ↑  Tapia, 1926, p. 6.
10. ↑  Tapia, 1926, p. 7.
11. ↑  Tapia, 1927, p. 7.
12. ↑  Tapia, 1927, p. 10.
13. ↑  Bolinaga, 1933, p. 18.
14. ↑  Fortún, 1934, p. 111.
15. ↑  Tapia, 1935b.
16. ↑  Alcaide y Pérez, 2005, pp. 18-19.
17. ↑  Lozano, 2001, p. 300.
18. ↑  Estévez Ortega, 1929, p. 26.
19. ↑  «Interesantes notas y retratos de la actualidad en Madrid y en provincias». Mundo Gráfico (Madrid): 26. 29-I-1930.
20. ↑  «Baile de máscaras de 1932». Luz (Madrid): 7. 19-I-1932.
21. ↑  Don Lápiz, 1934, p. 12.
22. ↑  «De sociedad. Ecos diversos». ABC (Madrid): 16. 12-IV-1928.
23. ↑  Antoniorrobles, 2009, p. 98.
24. ↑  Tapia, 1935a.
25. ↑  Ruiz-Castillo, 1979, pp. 9-70.
26. ↑  Ceballos Viro, 2013, pp. 18-19.
27. ↑  «El Congreso del partido radical socialista». Heraldo de Madrid (Madrid): 9. 19 de septiembre de 1930.
28. ↑  «A la mujer española». La Libertad (Madrid): 8. 26 de septiembre de 1930.
29. ↑  Silveira-Armesto, 1933, p. 8.
30. ↑  Murga Castro, 2015, p. 108.
31. ↑  «[...]». Boletín de la UDE (84): 7. diciembre de 1935.
32. ↑  Aguilera, 1931, p. 6.
33. ↑  I. B., 1931, p. 3.
34. ↑  «Rumbos, exposiciones y artistas». Blanco y Negro (Madrid): 96. 29 de marzo de 1931.
35. 1 2  Nelken, 1931, p. 100.
36. ↑  «En el Lyceum Club». La Voz (Madrid): 4. 20 de marzo de 1931.
37. ↑  R. M., 1931, p. 12.
38. ↑  Summers de Aguinaga, 2009, p. 91.
39. ↑  Guillot, 1932, p. 2.
40. ↑  Vegue y Goldoni, 1932, p. 1.
41. ↑  Marañón, 1932, p. 13.
42. ↑  Pérez Segura, 2002, p. 216.
43. ↑  Cabañas Bravo, 2014, p. 55.
44. ↑  Cabañas Bravo, 2014, p. 227.
45. ↑  Cf. Ruiz-Castillo (1979, 19)
46. ↑  Summers de Aguinaga, 2009, p. 96.
47. ↑  «Los ‘stands’ de los Artistas Ibéricos». ABC (Madrid): 30. 11 de mayo de 1935.
48. ↑  Coves, 1936, p. 22.
49. ↑  Hernández Cava, 2014, p. 339.
50. ↑  Álvarez Lopera, 1990, pp. ?127-129.
51. ↑  Cabañas Bravo, 2007, p. 103.
52. ↑  Cartel Alistaos en las milicias aragonesas, 1936, 99 × 68,5 cm. Valencia, Litografía S. Durá socializada UGTCNT, CDMH, PS-CARTELES, 475.
53. ↑  Trapiello, 2010, p. 526.
54. ↑  Carta de Bolívar a Cuatrecasas, Sara, Francia, 26-VII-38. Fondo José Cuatrecasas (FJC). Correspondencia científica (CC), Caja 4. Expediente Div. XV, 2, 1,14. Archivo Real Jardín Botánico-CSIC (ARJB).
55. ↑  Carné de P. Villalba Ruiz (PVR) expedido por la Subsecretaría de Propaganda, Dir. Gral., Servicios Cinematográficos, 31-VIII-1938. APTV.
56. ↑  Certificado de Nacionalidad a nombre de PVR, Consulado de España en Perpiñán, República Española, 25-II1939. APTV.
57. ↑  Carta de Bolívar a la sra. de Cuatrecasas, Vernet les Bains, 1-II-1939. FJC. CC, Caja 4. Expediente Div. XV, 2, 1,14. ARJB.
58. ↑  Título provisional de autorización de estancia para ATB. Prefectura de la Alta-Garonne, Toulouse, 4-IV-1939. APTV.
59. ↑  Lista de pasajeros. Holland-America Line, Red Star Line Service, 8-VII-1939. APTV.
60. ↑  La familia Bolívar barajó varios destinos para su exilio: Francia, Colombia o México. FJC, CC, Caja 4. Expediente Div. XV, 2,1,14. ARJB.
61. ↑  Ficha de migración de ATB. Dep. Migración, México, 21-VII-1939. Archivo General de la Administración (AGA).
62. ↑  Carta de Bolívar a Royo y Cuatrecasas, México, 25-IX-1939. FJC, Caja 4. Expediente Div. XV, 2,1,14. ARJB.
63. ↑  Entrevista de C. Gaitán Salinas a Pilar Tapia Villalba, Tlalpan (México), 20-VIII-2015.
64. ↑  Carta de Bolívar a Cuatrecasas, México, 25-IX-1939. FJC, CC, Caja 4. Expediente Div. XV, 2,1,14. ARJB.
65. ↑  Ficha de migración de ATB. Dep. Migración, México, 14-VI-1940. AGA.
66. ↑  Cabañas Bravo, 2015, pp. 112.
67. ↑  Alby, 1942.
68. ↑  Jarnés, 1942.
69. ↑  Cerrillo y Miaja, 2013, p. 161.
70. ↑  Ródenas, 2003, p. 447.
71. ↑  Couch, 2008, p. 156.
72. ↑  Brook, 1946, p. 8.
73. ↑  Ródenas, 2003, p. 450.
74. ↑  Cabañas Bravo, 2010, p. 46.
75. ↑  Ritusamhara, 1944.
76. ↑  Valmiki, 1944.
77. ↑  Pelegrín, 2008, pp. 13-42.
78. ↑  Cerrillo y Miaja, 2013, p. 159.
79. ↑  Jarnés, 1961, vol. 2..
80. ↑  Jarnés, 1961, vol. 5, 101-110.
81. ↑  Jarnés, 1961, vol. 6, 159-161.
82. ↑  Cuesta, 2015, pp. 72-73.
83. ↑  «E. Rodrigo del Busto». Diccionario biográfico. Madrid: Fundación Pablo Iglesias. Consultado el 10-III-2016.
84. ↑  Colección Pilar Tapia Villalba.
85. ↑  Entrevista, 2015.
86. ↑  Fotografía en la que aparecen Tapia, Villalba y Ucelay en México, h. 1958. APTV.
87. ↑  Acta de Defunción. Registro Civil, Dep. del DF, México, n.º 23752; 24-X-1993.